# لئوکیپوس (اسطوره)

تجاوز به دختران لئوکیپوس، اثری از پیتر پائول روبنز.

در اساطیر یونان، لئوکیپوس، فرزند گورگوفونه و پری یرس، پدر فوئبه و هیلاریا بود. او همچنین پدر آرسینوئه به‌شمار می‌آمد. آرسینوئه (در برخی از روایات افسانه‌ای) مادر آسکلپیوس معرفی شده‌است و خود از ازدواج لئوکیپوس با همسرش فیلودیکه که دختر ایناکوس بود، به دنیا آمد.
کاستور و پلی دکوس (همان کستور و پولوکس)[پسرهای دوقلوی زئوس]، فوئبه و هیلاریا، دختران لئوکیپوس را ربودند و با آن‌ها ازدواج کردند. در مقابل، آیداس و لینکئوس، برادرزاده‌های لئوکیپوس (یا خواستگاران رقیب)، کاستور را به قتل رساندند. امّا به پلی دکوس از جانب زئوس جاودانگی و نامیرایی عطا شده بود، و همین موجب شد که زئوس وی را متقاعد کند که هدیهٔ خود را با کاستور به اشتراک بگذارد.
افراد دیگری نیز در اساطیر یونان با نام لئوکیپوس شناخته می‌شوند که برخی از آنان عبارتند از:
- پسر هراکلس و اوریتل، دختر تسپیوس.
- شکارچی کالیدونیان پسر هیپوکون.
- دختر لمپروس و گالاتئا، که توسط لتو به پسر تبدیل شد. اسم او را همچنین با املای لئوکیپُس هم می‌نویسند.
- پسر اوینومائوس و همدم و همراه دافنه.
- پسر پوئه ماندر که به‌طور تصادفی توسط پدرش کشته شد.
- لئوکیپوس، فرزند توریماکوس پادشاه سیکیون.
- پسر زانتیوس که با خواهر خودش و با لئوکوفیر به هم پیوستند.